# Lila Meesseman-Bakir
Lila Meesseman-Bakir, née le 13 mars 1987 à Moissac (Tarn-et-Garonne), est une nageuse de natation synchronisée française. En quinze ans de carrière, elle a gagné treize titres de championne de France et participé plusieurs fois aux championnats d'Europe et aux championnats du monde ; elle a aussi été sélectionnée aux Jeux olympiques de Pékin.

## Biographie
Lila Meesseman-Bakir est née le 13 mars 1987 à Moissac. Titulaire d'un baccalauréat scientifique, elle poursuit ses études par une licence de chimie grâce au cursus adapté aux sportifs de haut niveau dispensée à l'Université Pierre-et-Marie-Curie puis par un master de management en organisations sportives à l'INSEP. Après la fin de sa carrière sportive, Lila Meesseman-Bakir rejoint la troupe du spectacle aquatique Le Rêve au Wynn Las Vegas. En 2013, le fabricant de maillots de bain JOG l'embauche en tant qu'agent commercial à Las Vegas.

## Carrière sportive
Lila Meesseman-Bakir commence par pratiquer la danse et la gymnastique à Montauban. Une blessure l'amène à se tourner vers la natation synchronisée. À l'âge de huit ans, elle rejoint le club des dauphins Montalbanais. En 2000, elle rejoint Pays d'Aix Natation (anciennement Aix-en-Provence Natation) et quatre ans plus tard le pôle France de l'INSEP à Paris.
En 2005, elle participe à sa première compétition internationale chez les seniors. Lors des championnats du monde de natation 2005 à Montréal, elle termine 11e en duo avec Salomé Lafay et Audrey Abadie[réf. nécessaire] et 8e avec ses coéquipières de l'équipe de France Audrey Abadie, Caroline-Anne Berger, Apolline Dreyfuss, Salomé Lafay, Coralyne Lemaire, Coralie Mayaux et Nelsy Serrano.
Lors des championnats d'Europe de natation 2006 à Budapest elle se classe 6e avec l'équipe de France composée d'Assia Belaïd, Carole-Anne Berger, Joannie Ciociola, Apolline Dreyfuss, Tzvetomira Kostadinova, Coralyne Lemaire et Coralie Mayaux,.
Aux championnats du monde de natation 2007 à Melbourne, elle concourt dans cinq épreuves : duo technique, duo libre, équipe technique, équipe libre et combiné.
Pour les championnats d'Europe de natation 2008 à Eindhoven, un nouveau duo est formé. Les entraineurs de l'équipe de France décident d'associer Apolline Dreyfuss et Lila Meesseman-Bakir malgré leur différence de taille. Apolline Dreyfuss mesure 1,73 m alors que Meesseman-Bakir mesure 1,62 m, ce qui l'oblige à faire plus d'efforts car hors de l'eau, les deux nageuses doivent présenter la même taille apparente,. Le nouveau duo termine à la 8e place. Avec l'équipe de France, elle atteint la 5e place. La même année, le duo obtient la 11e place aux Jeux olympiques à Pékin.
En 2009, elle participe à sa dernière compétition internationale. Malgré une préparation bouleversée par la destruction du centre nautique de l'INSEP en novembre 2008, Apolline Dreyfuss et elle terminent 8e lors championnats du monde de natation 2009 à Rome, progressant de deux places.
En raison d'une blessure persistante au dos, elle doit arrêter sa carrière en février 2010, à l'âge de 23 ans,.